# Sissy Handler
Sissy Handler (* 6. Mai 1976 in Graz) ist eine österreichische Sängerin, Songwriterin, Vocalcoach und Produzentin. Sie ist vor allem unter ihrem  Künstlernamen MisSiss bekannt. Ihre Musikrichtung ist vorwiegend Pop, Soul, R ’n’ B und Gospel.

## Leben und Wirken
Sissy Handler stammt aus einer musikalischen Familie. Nach der Matura am BG Fürstenfeld schloss sie das Tourismuskolleg in Bad Gleichenberg ab. Vor ihrer klassischen Gesangsausbildung bei Margarita Kyriaki-Wagner und zusätzlichem Gesangsunterricht bei Romana Carén, Dean Kaelin, Mary Ann Kehler, Wendy Parr und Leon Bérrange sang sie in einigen Pop-, Soul- und Bluesbands. Später entwickelte sie ihr besonderes Interesse für Black Music, im Speziellen für Soul, R ’n’ B und Gospel. Nach ihrer ersten Musicalrolle als Schwester Robert Ann in Nonnsense folgten weitere Projekte. 2006 gründete sie Soulistics, die Band, mit der sie bis heute ihre eigenen Songs in großer Besetzung live spielt. Auch beim Ö3 Soundcheck 2008 war sie mit der Single Diva und ihrer Band Soulistics im Finale. Das gleichnamige Album, welches im Sommer 2012 auf den Markt kam, war zu dem Zeitpunkt bereits geplant und am Beginn der Produktion. Parallel  singt sie seit 2006 im Gospel/Soul/Pop-Ensemble Gospel and More. 2007 gründete sie gemeinsam mit Ingrid Diem Voicedimensions – Vocal Training und Coaching für angehende Profis. 2015 gründete Sissy Handler gemeinsam mit Veronika Fiegl die Plattform You’re the Voice (Workshop-Reihen für angehende Sänger und Profi-Sänger).
Ihre Zusammenarbeit mit dem argentinischen Produzenten Ariel Gato führte zum Album Sissita’s Soul Tangos, mit Fernando Suárez Paz (Erster Geiger von Astor Piazzolla) und Gabriel Senanes (ehemaliger Dirigent des Teatro Colón). 2010 folgte eine Livetour mit den argentinischen Musikern durch Südamerika und 2011 durch Deutschland und Österreich. Songs aus Sissita’s Soul Tangos wurden weltweit bislang auf über hundert Radiosendern ausgestrahlt und das Album schaffte es sogar auf die Shortlist der Grammys.
Ende 2011 sang sie als Mitglied des Gospel Quartets Gospel & More die Coca Cola Truck Tour und war in der deutsch-österreichischen Co-Produktion Weihnachtsengel küsst man nicht als Gospelsängerin zu sehen (Ausstrahlung auf ORF, ZDF, 3Sat). Im Sommer 2012 brachte sie ihr zweites Album Soulistics heraus. 2014 wurde dann die Single He’s So Special zum Radio Wien Sommerhit 2014.
Als Songwriterin und Sängerin arbeitet sie auch mit Kollegen wie beispielsweise Eva Maria Marold zusammen, für die sie Lieder für das Album Ziemlich 30 schrieb. Mit Christoph Brüx arbeitete sie auch als Komponistin, Texterin und Sängerin zusammen.

## Diskografie
- 2011: „Sissita’s Soul Tangos“, Album, mit Ariel Gato.[5][6]
- 2011: „Nightmares“, Single und Musikvideo
- 2011: „A New Life“, Single
- 2011: „A New Life Remix“ von Klubjumpers, Single
- 2012: „Soulistics“, Album, mit Florian Hirschmann, Hannes Breitschädel und Ariel Gato.[7]
- 2012: „Diva“, Single und Musikvideo
- 2013: „Diva Remix“ von Bart & Baker, Single auf „Electro Swing“ Compilation
- 2013: „It’s Christmas Time“, Single
- 2014: „He’s So Special“, Single
- 2016: „This love is golden“, Single, Sealight/Tap-Water Records
- 2017: „Do you wanna marry me?“, Single, Sealight/Tap-Water Records
- 2017: „Colors of Love“, Album, Sealight/Tap-Water Records
- 2020: „Because of Love“, Single, Sealight
- 2021: „At Night“, „In da Nocht“, Doppelsingle, in Englisch und in österreichischer Mundart, Sealight
- 2022: Way to happiness, Single, Sealight
- 2023: It’s so easy, Single, Sealight
- 2024: Love is peaceful, Single, Sealight, Interpreten: Sissy Handler, Lilian Klebow, Monika Ballwein, Conny Kreuter und Stella Jones.

## Film
- 2011: „Weihnachtsengel küsst man nicht“, (ORF/ZDF/ARD)[8]

## Weitere Auftritte
- 2007: Donauinselfest mit Gospel and More auf der Weltmusikbühne[9]
- 2010: Südamerika-Tour Sissita’s Soul Tangos (Argentinien, Uruguay)[10]
- 2013: Classic World Hits Tour in China

## Auszeichnungen
- 2011: Shortlist der Grammy Awards für „Sissita’s Soul Tangos“
- 2012: Empfehlung für die Grammy Awards für „Soulistics“